# Gueorgui Rimski-Kórsakov
Gueorgui Mikhàilovitx Rimski-Kórsakov, rus: Георгий Михайлович Римский-Корсаков (Sant Petersburg, 26 de desembre de 1901 – Leningrad, 10 d'octubre de 1965) fou un compositor rus i net del compositor Nikolai Rimski-Kórsakov. Fou un pioner de la música quart de to a Rússia.
Rimski-Kórsakov va ser deixeble de Maximilian Steinberg, Borís Assàfiev, Nikolai Sokolov i Serguei Liapunov. Es va graduar al Conservatori de Leningrad el 1927 i va començar a exercir allà el mateix any, i el 1928 va ser nomenat professor associat. Com a ajudant de Borís Assàfiev, va ocupar els cursos d'acústica musical fins al 1929. A partir de 1940 va fer una conferència per a una oposició de puntuació i va rebre de nou al 1947 una posició de professor associat. De 1953 a 1962 va exercir l'orquestració.
Als anys vint va escriure peces musicals de quart de to, algunes per a instruments electrònics. De 1923 a 1929, que era el cap d'un conjunt de música de quart de to i també es va unir amb conferències i concerts corresponents a l'Institut Estatal de Música al públic. Els primers concerts d'aquesta societat van tenir lloc el 13 d'abril i el 25 de maig de 1925. A més de les obres del propi líder del conjunt, es van tocar peces de Nikolai Malachowski i Alois Hába. Com a defensor de la música electrònica de quart de to, el 1927 va dirigir projeccions i una vetllada temàtica d'aquest tipus amb el primer instrument musical electrònic Theremin, presentat per l'inventor Léon Theremin. El 1930 va ajudar Ievgueni Aleksàndrovitx Xolpo en el desenvolupament dels telèfons Variophons. El 1944 va ser cofundador del Museu Rimski-Kórsakov (el seu avi) a Tikhvin.
A través dels seus esforços en instruments electrònics i els seus experiments de quart de to que tenia una influència significativa en la música l'art soviètic de l'època. Entre els seus estudiants va tenir la compositora Galina Ustvólskaia.